# Chad Gray
Chad Gray (Decatur, 16 ottobre 1971) è un cantante statunitense, noto per essere il frontman dei gruppi heavy metal Mudvayne e Hellyeah.

## Biografia
Figlio di Dan Gray e Mitzi Davis, intraprende, spronato dalla nonna, i suoi primi canti nel coro della chiesa di paese. In futuro lascerà il lavoro per trasferirsi a Peoria e formare i Mudvayne. Anni più tardi fonderà il supergruppo Heallyeah, oltre che una propria etichetta discografica chiamata Bullygoat Records.

### Carriera
Inizia la sua carriera di cantante con la band Mudvayne. Nel 2006, insieme ai chitarristi Greg Tribbett e Tom Maxwell, si unisce a Vinnie Paul, ex batterista di Pantera, Damageplan e Rebel Meets Rebel, nel nuovo progetto Hellyeah. Dopo aver messo in pausa i Mudvayne, Gray si dedica completamente agli Hellyeah, con i quali realizza sei album in studio, prima che il gruppo entri in pausa a sua volta nel 2021 per permettere la reunion, dopo quasi 11 anni, dei Mudvayne.

### Vita privata
Dal 2005 è stato sposato con Kelli Olson. Dopo il divorzio, nel 2020 sposa in seconde nozze Shannon Gunz.

## Discografia

### Con i Mudvayne

#### Album in studio
- 2000 – L.D. 50
- 2002 – The End of All Things to Come
- 2005 – Lost and Found
- 2008 – The New Game
- 2009 – Mudvayne

#### Raccolte
- 2007 – By the People, for the People

#### Live
- 2003 – All Access to All Things

#### EP
- 1997 – Kill, I Oughtta
- 2003 – Live Bootleg

### Con gli Hellyeah

#### Album in studio
- 2007 – Hellyeah
- 2010 – Stampede
- 2012 – Band of Brothers
- 2014 – Blood for Blood
- 2016 – Undeniable
- 2019 – Welcome Home